# Лебедева, Елена Александровна
Елена Александровна Лебедева (род. 18 сентября 1978 в Ленинграде, Россия) — российская гребчиха, чемпионка Европы 2015 года.

## Карьера
В 1996 году стала на молодёжном чемпионате мира стала второй в гонках двоек без рулевого.
Участница девяти чемпионатов мира, лучший результат - 5-е место в 2014 и 2015 годах. Восемь раз выступала в составе российской восьмёрки, один раз в 2001 - в составе четвёрки без рулевого
Чемпион Европы 2015 года, бронзовый призёр 2016 года в соревнованиях восьмёрок.
Чемпионка мира 2013 года по прибрежной гребле.